# Heinrich Fritze
Johann Georg Heinrich Fritze (* 18. April 1792 in Groß Lübars; † 19. März 1879 in Stettin) war ein preußischer Generalleutnant.

## Leben

### Herkunft
Heinrich war ein Sohn des Oberförsters Johann Karl Fritze und dessen Ehefrau Henriette Wilhelmine, geborene Oberdörffer.

### Militärkarriere
Im Vorfeld der Befreiungskriege trat Fritze am 7. März 1813 als freiwilliger Jäger in das Jäger-Detachement des Colbergschen Infanterie-Regiments der Preußischen Armee ein und avancierte Mitte Juni 1813 zum Sekondeleutnant. Während der Feldzüge nahm er an den Belagerungen von Soissons, Antwerpen, Landrecies, Philippeville und Givet teil. Fritze kämpfte bei Großbeeren, Königsbrück, Antwerpen, Soissons, Compiegne, Laon und Waterloo. Bei Dennewitz sowie Ligny wurde er verwundet und mit dem Eisernen Kreuz II. Klasse ausgezeichnet.
Nach dem Krieg wurde Fritze am 8. Februar 1816 in die 3. und 4. Schützenabteilung versetzt und Mitte September 1818 zum Premierleutnant befördert. Von Ende März 1824 war er für vier Jahre als Adjutant der 13. Landwehr-Brigade kommandiert. Am 11. März 1833 stieg er zum Hauptmann und Kompaniechef auf. Fritze wurde am 2. Oktober 1835 Kommandeur der 4. Schützenabteilung und in dieser Stellung Anfang März 1842 Major. Als solcher erhielt er am 7. April 1842 das Kommando des III. Bataillons im 8. Landwehr-Regiment. Daran schloss sich ab dem 3. November 1842 eine Verwendung als Kommandeur des Landwehr-Bataillon im 35. Infanterie-Regiment an. Am 24. September 1850 folgte seine Versetzung als Kommandeur des Füsilier-Bataillons in das 7. Infanterie-Regiment, wo er am 26. September 1850 zum Oberstleutnant befördert wurde. Am 7. Januar 1851 beauftragte man ihn mit der Führung des 8. Landwehr-Regiments und am 22. September 1851 wurde er unter Beförderung zum Oberst zum  Kommandeur des 36. Infanterie-Regiments ernannt. Mit der Beförderung zum Generalmajor erhielt Fritze am 25. September 1855 das Kommando über die 4. Infanterie-Brigade. In dieser Stellung wurde er Mitte September 1856 mit dem Roten Adlerorden II. Klasse mit Eichenlaub ausgezeichnet. Unter Verleihung des Charakters als Generalleutnant wurde Fritze am 15. März 1859 mit Pension zur Disposition gestellt. Er starb am 19. März 1879 in Stettin.

### Familie
Er heiratete am 25. Mai 1827 in Wetzlar Sophie Emilie Rinck (1804–1852), eine Tochter des Oberförsters Johann Friedrich Rinck. Das Paar hatte mehrere Kinder:
- Friedrich Wilhelm Heinrich (* 1828)
- Clementine (* 1832)
- Emilie (* 1834)
- Otto August Gustav (1837–1875)[1] ⚭ 1868 Hildegard Scharlau (* 1846), Eltern des Numismatikers Hans von Fritze (1869–1919)
- Karl Friedrich Hubertus (* 1839)
- Hedwig (* 1844)